# George Paul Harrison
George Paul Harrison (* 19. März 1841 auf der Monteith Plantation bei Savannah, Chatham County, Georgia; † 17. Juli 1922 in Opelika, Lee County, Alabama) war ein US-amerikanischer Rechtsanwalt und Politiker (Demokratische Partei).

## Werdegang
George Paul Harrison besuchte die Effingham Academy und das Georgia Military Institute in Marietta. Während des Amerikanischen Bürgerkrieges diente er in der Konföderiertenarmee. Dort bekleidete er zu Anfang des Krieges den Dienstgrad eines Second Lieutenants bei den First Georgia Regulars. Er wurde im Verlauf des Krieges mehrere Male befördert, zuletzt zum Brigadegeneral. Er zog 1865 nach Alabama. Dort studierte er Jura, bekam seines Zulassung als Anwalt und fing dann in Auburn (Alabama) an zu praktizieren.
Harrison verfolgte ebenfalls eine politische Laufbahn. Er nahm 1875 an der verfassungsgebenden Versammlung von Alabama teil. Dann diente er zwischen 1878 und 1884 im Senat von Alabama, wo er zwischen 1882 und 1884 sein Präsident war. Harrison nahm 1892 als Delegierter an der Democratic National Convention teil. Er wurde in den 53. US-Kongress gewählt, um dort die Vakanz zu füllen, die durch den Rücktritt von William C. Oates entstand. Harrison wurde in den 54. US-Kongress wiedergewählt. Er war im US-Repräsentantenhaus vom 6. November 1894 bis zum 3. März 1897 tätig. Danach ging er wieder seine Tätigkeit als Anwalt in Opelika (Alabama) nach. Er nahm 1901 an der verfassungsgebenden Versammlung von Alabama teil. Ferner war er als Chefsyndikus (general counsel) für die Western Railway of Alabama tätig und als Abteilungssyndikus (division counsel) für die Central of Georgia Railway.
Harrison verstarb 1922 in Opelika und wurde dort auf dem Rosemere Cemetery beigesetzt.